# Aage Johansen
Aage Johansen (6. prosince 1919 Hamar – 6. února 2012) byl norský rychlobruslař.
V roce 1936 se stal juniorským mistrem Norska. Na mezinárodní scéně startoval od roku 1938, kdy se představil na Mistrovství Evropy (8. místo) a Mistrovství světa (7. místo). Největšího úspěchu dosáhl na evropském šampionátu 1939, kde vybojoval bronzovou medaili. Na neoficiálním MS 1940 byl čtvrtý, na neoficiálním ME 1946 se umístil druhý. V roce 1946 vyhrál norský šampionát a v roce 1947 skončil na Mistrovství Evropy na šesté příčce. Poslední závody absolvoval v roce 1949.